# エディンバラ (軽巡洋艦)
|          | |
| 艦歴     | |
| 発注     | |
| 起工     | 1936年12月30日 |
| 進水     | 1938年3月31日 |
| 就役     | 1939年7月6日 |
| 退役     | |
| その後   | 1941年5月2日戦没 |
| 除籍     | |
| 性能諸元 | |
| 排水量   | 10,260トン、13,175 トン(満載時) |
| 全長     | 613.6 ft (187 m) |
| 全幅     | 64.9 ft (19.8 m) |
| 吃水     | 22.6 ft (6.9 m) |
| 機関     | 海軍式三胴型重油専焼缶4基＋パーソンズ式オール・ギヤードタービン4基4軸推進                                                                             |
| 最大速   | 32.5ノット (59 km/h) |
| 乗員     | 850名 |
| 兵装     | Mk XXIII 15.2cm（50口径)三連装砲4基 Mk XVII 10,2cm（45口径）高角砲連装6基 2ポンド8連装ポムポム砲2基 12.7mm四連装機銃2基 53.3cm水上魚雷発射管三連装2基 |
| 装甲     | 舷側：114mm(VP部、水線部のみ) 甲板：32～38mm(VP部のみ) 弾火薬庫：25～114mm 主砲塔：102mm(前盾)、51mm(側盾)、-mm(後盾)、-mm(天蓋)                      |
| 航空兵装 | 水上機3基、カタパルト1基 |

エディンバラ (HMS Edinburgh, C16) は、イギリス海軍のタウン級軽巡洋艦。

## 艦歴
「エディンバラ」はスワン・ハンター社で1936年12月30日起工。1938年3月31日に進水し、1939年7月6日竣工した。第18巡洋艦戦隊に編入されるが、10月には第2巡洋艦戦隊に移った。
9月はアイスランド・シェトランド諸島間で商船の捜索、臨検にあたった。10月9日、軽巡洋艦「サウサンプトン」、「グラスゴー」とともに北海で行動中、ドイツ軍He111爆撃機による攻撃を受けた。10月16日、ロサイスで再びHe111の攻撃を受け、至近弾の破片で死者2名負傷者5名がでた。11月から1940年3月までは北海で船団護衛に従事。11月23日、船団護衛中の仮装巡洋艦「ラワルピンディ」が攻撃を受け撃沈された。「エディンバラ」はドイツの通商破壊艦、戦艦「シャルンホルスト」の捜索に派遣されたが、捜索は不成功に終わり、船団護衛任務に戻った。
3月17日、「エディンバラ」はタイン川に到着し、10月28日まで長期間の修理をおこなった。修理後「エディンバラ」は再び第18巡洋艦戦隊に編入された。11月18日、クライド川沿いのファスレーン海軍基地を離れ、フリータウン（現在のシエラレオネの首都）まで兵員を乗せた船団を護衛した後、11月12日にスカパ・フローに戻った。クリスマスの少し前、「エディンバラ」は北大西洋へ進出したと報告されたドイツの通商破壊艦の捜索に参加した。捜索部隊は巡洋戦艦「フッド」、「エディンバラ」と駆逐艦「エレクトラ」、「エコー」、「エスカペイド」、「コサック」からなっていた。海上での一週間の捜索の後、報告が誤りであると判明し大晦日に港に戻った。
冬の間、「エディンバラ」はいくつかの小規模な作戦に参加した。その一つには1941年3月4日のクレイモア作戦の支援がある。この作戦は、成功した連合軍によるドイツ占領下のロフォーテン諸島攻撃である。その後は再び船団護衛任務に就いた。「エディンバラ」はWS7船団を中東まで護衛し、ジブラルタルで燃料補給をして4月15日にスカパ・フローに帰還した。それから、デンマーク沿岸での機雷敷設を数度支援した。
「エディンバラ」はドイツ戦艦「ビスマルク」の追撃戦にも参加した。ビスケー湾での哨戒中、1941年5月22日にドイツ船「レヒ」を阻止した。それから「エディンバラ」はビスマルクの推定位置へ向かうよう命じられたが、結局敵とは遭遇しなかった。
6月1日、「エディンバラ」はスカパ・フローを出撃し、軽巡洋艦「ハーマイオニー」と交代してデンマーク海峡の哨戒に就くよう命じられた。平穏無事に終わったこの任務後、中東行きの船団WS9Bの護衛を命じられた。7月はじめにジブラルタルでドック入りした。その月の後半はサブスタンス作戦に参加し7月24日にマルタに着いた。翌日、ドイツ軍機の攻撃を受けるが損害はなく、クライド川に戻った。
1941年8月、「エディンバラ」は南アフリカのサイモンズタウンへ向かうWS10船団を護衛した。その後は再びハルバード作戦でマルタ行きの船団を護衛、9月28日にマルタに到着した。ジブラルタルに戻った「エディンバラ」は1941年10月1日にそこを出発してスコットランド南西部のクライド川へ向かった。クライド海軍基地で修理を行い、「エディンバラ」は再び本国艦隊に加わった。
1941年12月、PQ6船団とQP4船団を護衛した。両船団とも無事に目的地に到着した。1942年1月から3月まで「エディンバラ」はニューカッスル・タインで修理をおこなった。
「エディンバラ」はソ連行きとソ連から戻る船団（PQ13、QP9）を護衛して3月28日にスカパ・フローに帰還。4月6日、「エディンバラ」はスカパ・フローを出撃、ソ連行きの船団PQ14を護衛してソ連へ向かった。船団の船24隻の内16隻は氷と悪天候のためアイスランドへ引き返し、1隻がUボートに沈められた。4月19日に残りの7隻と「エディンバラ」はムルマンスクに到着した。

## 最後の航海
4月28日、「エディンバラ」はスチュワート・ボナム＝カーター少将指揮の護衛部隊旗艦として、17隻からなるQP-11船団と共にコラ半島を離れた。4月30日、ドイツの潜水艦「U456」（マックス・マルティン・タイヒェルト中尉指揮）は、「エディンバラ」の右舷側面に魚雷を命中させた。5回目の出撃であった「U456」は、ドイツ空軍の偵察機より船団の情報を得ていた。「エディンバラ」は大きく傾いたが、乗員は迅速に対応して水密隔壁を閉鎖し、艦がすぐに沈むことは避けられた。しかし、その直後にタイヒェルト中尉が放った第2射は「エディンバラ」の操舵装置を破壊し、行動不能とした。
「エディンバラ」は曳航されて、のろのろとムルマンスクに戻ろうと試みた。駆逐艦「フォアサイト」と掃海艇「ゴッサマー」、「ハリアー」、「ハッサー」の3隻が同行した。 途中、「エディンバラ」は、ドイツの雷撃機に絶えずつきまとわれた。5月2日、ようやくノルウェーのベア島に差し掛かったところで、大型駆逐艦の「ヘルマン・シェーマン」を含む3隻のドイツ駆逐艦に襲われた。 曳航索を解いた「エディンバラ」は円を描き始め、各砲は故意に混乱を装ったが、まさにドイツ駆逐艦が攻撃しようとしたその時、「エディンバラ」の主砲は砲門を開いた。
「エディンバラ」の第2斉射は「ヘルマン・シェーマン」を夾叉し、自沈処分にせざるをえないほどの損害を与えた。同行した駆逐艦と掃海艇がドイツ駆逐艦を追い払うまでに、「エディンバラ」は狙いを外した魚雷に被雷した。この魚雷は、「U456」からの最初の魚雷のちょうど反対側に命中した。「エディンバラ」は甲板の被覆材と竜骨のみによってかろうじて繋がっている状態となり、ついに乗員は退艦した。「ゴッサマー」が440名、「ハリアー」が約400名を収容した。56名の下士官兵と2名の士官が戦死した。掃海艇の積極的な行動は、ドイツ海軍の状況判断を誤らせるほどのものであった。
「ハリアー」は、「エディンバラ」を処分するために4インチ砲での射撃を命ぜられたが、20発を要してもなお沈まなかった。爆雷を使用する試みもまた失敗に終わった。最終的に、「フォアサイト」の雷撃によって「エディンバラ」は沈んだ。

## 金
沈没した「エディンバラ」には、連合国がソ連に送った軍需物資の代金として4.5トンの金地金が積み込まれていた。465個の金塊は93個の木箱に詰められ弾薬庫に収められていたが、そこは最初の魚雷が命中した右舷側面からそれほど遠くないところに位置していた。当時、積み込まれた金地金の価値は£1,547,080あまりと見積もられていた。
1954年、イギリス政府は、海外で活動していたリスドン・ビーズレィ社に「エディンバラ」の引き揚げ権を与えたが、計画は東西関係の政治的緊張によって頓挫した。1957年に「エディンバラ」は慰霊地とされ、引き揚げはよりいっそう困難になった。
1970年代後半になると「エディンバラ」は再び注目を集め、イギリス政府は金の回収を望むようになっていった。これは、引き揚げが国庫に貴重な収入をもたらすからだけではなく、不謹慎な引き揚げ業者によって、あるいはより悪いことに、ソ連によって引き揚げられてしまう可能性が高まったからであった。
1980年代の初め、ベテランのダイバー、キース・ジェソップが率いるジェソップ・マリン社が「エディンバラ」の引き揚げ権を獲得した。ジェソップが契約を獲得したのは、切断機械とダイバーを組み合わせたその方法が、爆薬を使用する他の会社の方法よりも慰霊に配慮していると評価されたからであった。
1981年4月、調査船ダムターが、ジェソップ・マリン社に代わってバレンツ海の捜索を始めた。わずか10日後に「エディンバラ」の永眠の地が発見された。おおよそ北緯72度、東経35度、水深245メートル(800フィート)の地点であった。ダムターは特殊な撮影装置を使用して「エディンバラ」の詳細な写真を撮影し、ジェソップは慎重な引き揚げ計画を立てた。
同じ年の8月30日に潜水支援艦「ステファニトゥルム」が回航され、引き揚げ作業が本格的に開始された。何人かの負傷者は出たが、1981年9月15日に一人のダイバーが弾薬庫に到達し、金の延棒を回収した。10月7日、悪天候によって潜水作業の中止を余儀なくされたが、それまでに465個中431個の金塊が回収された。現在の価値にして£43,000,000以上となる。

### 日本語文献
- パトリック・ムトン『スターリンの金塊　海底からの奪還』本城靖久・関邦博訳、丸善ライブラリー, 1993